# Octocoral·lis
Els octocoral·lis (Octocorallia), abans coneguts com a alcionaris (Alcyonaria), són una subclasse de cnidaris antozous que inclou unes 3.000 espècies que formen colònies de pòlips, els quals tenen simetria radial octogonal.
Inclou el corall blau, el corall tou, el llapis de mar i les gorgònies dins de tres ordres: Alcyonacea, Helioporacea i Pennatulacea. Com tots els antozous, els octocorals no presenten forma medusa.

## Taxonomia

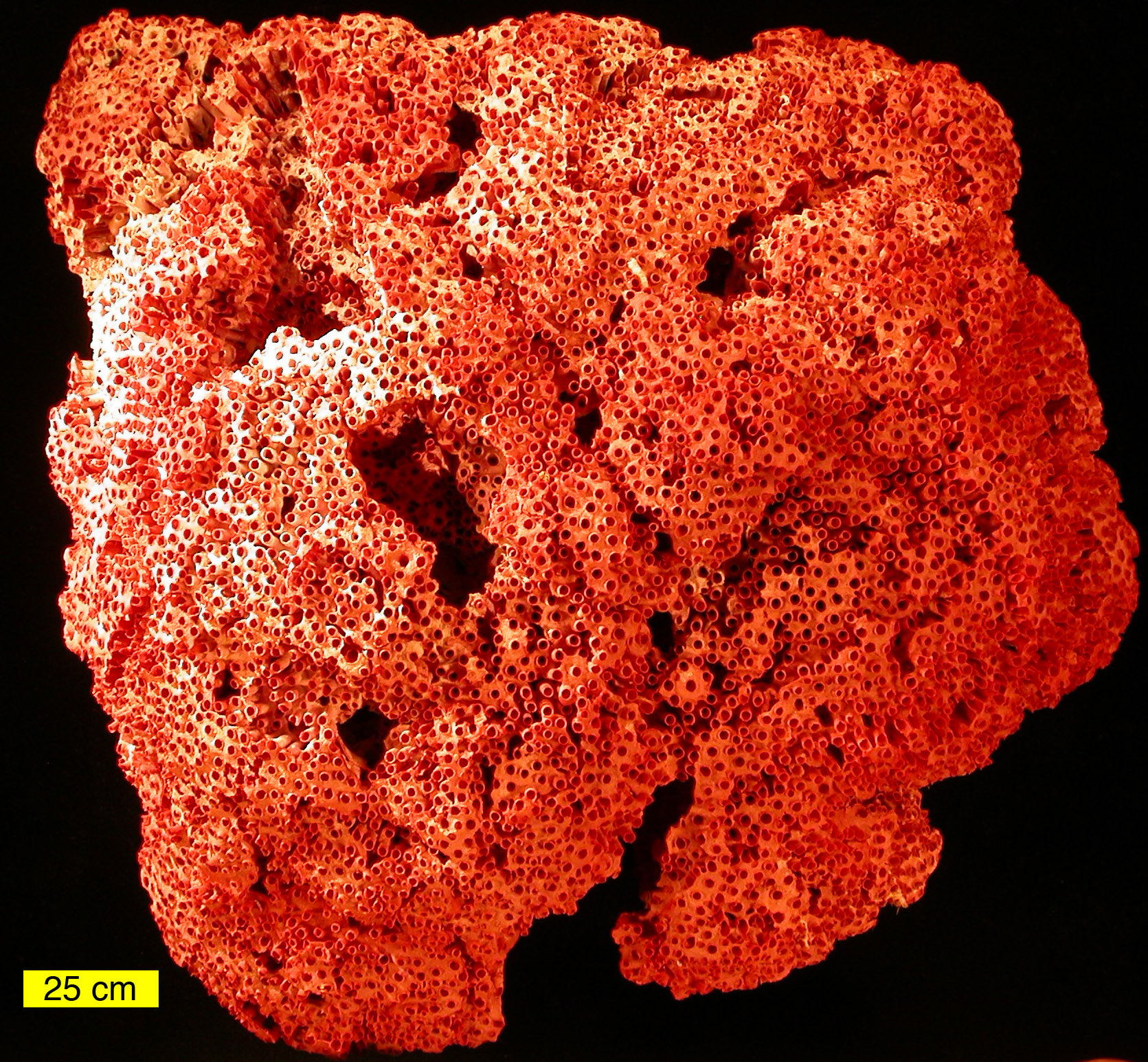
Tubipora musica

Segons WoRMS, els octocoral·lis inclouen els següents ordres i subordres:
- Ordre Alcyonacea (=Gorgonacea)
  - Suborder Holaxonia
  - Suborder Scleraxonia
  - Suborder Stolonifera
- Ordre Helioporacea
- Ordre Pennatulacea
  - Suborder Sessiliflorae
  - Suborder Subselliflorae